# Renonciation à un titre minier
Renonciation à un titre minier.
Liste des arrêtés de renonciation, retrait ou d'annulation de titres miniers depuis 2004 :
(tous ces textes sont parus au Journal officiel de la République française)

## XXesiècle
- Arrêté du 17 février 1925 : renonciation de la Société minière et industrielle de Gouhenans aux  concessions de Gouhenans, Athesans, Vy-lès-Lure et Saulnot.

- Arrêté du 31 janvier 1961 : renonciation d'Électricité de France aux concessions de Ronchamp et Éboulet.

## 2004
Arrêtés du 19 mars (2 textes)
- renonciation de la concession de zinc, plomb argentifère et métaux connexes de Croix de Palliéres (Gard)
- renonciation de la concession de fer de St Pierremont

Arrêté du 18 mai (2 textes):
- renonciation de la concession de pyrites de fer de Pallières et La Gravoullière (Gard)
- renonciation de la concession de houille de Decize (Nièvre)

Arrêté du 17 juin : 
- annulation de la concession de manganèse de Villerambert (Aude)

Arrêté du 3 juillet : 
- retrait de la concession de cuivre, argent et autres d’Auriac (Aude)

Arrêté du 30 septembre : 
- renonciation de la concession de Vimy-Fresnoy (Pas de Calais)

Arrêté du 9 novembre : 
- renonciation de la concession de houille des Petits Châteaux (Saône et Loire)

## 2005
Arrêté du 22 mars : 
- renonciation de la concession de plomb argentifère de l’Argentière (Hautes Alpes par Métaleurop.

Arrêté du 29 mars : 
- renonciation de la concession de plomb argentifère de Piscieu (Savoie) par Métaleurop

Arrêté du 13 juillet : 
- renonciation de la concession de Houille d’Auchy-au-Bois (Pde C)

Arrêté du 13 juillet : 
- renonciation de la concession de fer de Bassompierre II

Arrêté du 20 juillet : 
- renonciation de la concession de zinc, plomb de Planioles (Lot) par Umicore

Arrêté du 9 septembre
- annulation de la concession de cuivre de Cabrières (Hérault)

Arrêtés du 23 septembre (3 textes) : 
- renonciation de la concession de houille des Perrins (Saône et Loire)
- renonciation de la concession de bauxite des Baux (B du R)
- renonciation de la concession de bauxite de Maussane (B du R)

Arrêtés du 17 octobre (8 textes) : 
- renonciation par ARBED des concessions de fer de Boulange I, Gustave Wiesner Extension II, Hermann, Nondkeil I, Rosenmühle, Thomas Byrne I, Thomas  Byrne II, Volmerange.

Arrêtés du 24 novembre (4 textes) : 
- renonciations par CDF aux concessions de houille de Trêts, Peypin et St Savournin et Auriol (Bouches du Rhône) et Dourges.

## 2006
Arrêtés du 26 janvier 2006 (4 textes) :
- renonciation par CDF aux concessions de houille de Vicoigne et Hasnon (Nord)
- renonciation par la commune de St Michel de Maurienne aux concessions d’anthracite de Beaurevard et Gorge Noire (Savoie)

Arrêté du 27 janvier 2006 (2 textes) :
- renonciation de la concession d’anthracite de La Charbonnière par la commune de St Martin d’Arc (Savoie)
- renonciation de la concession de plomb, argent cuivre zinc de Palouma par Metaleurop (Hautes Pyrénées)

Arrêtés du 17 février 2006 (6 textes)
- renonciation par ARBED aux concessions de fer de Kraemer, Sterkade extension et Sterkade extension II
- renonciation par CDF aux concessions de houille de Denain, Flines-lez-Raches et Ostricourt.

Arrêtés du 23 mars 2006 (2 textes) 
- renonciations des concessions de houille de Courcelles les Lens (NPC) et de Bouquiès (Aveyron)